# Kunoy Villa
Kunoy es una municipalidad y villa, ubicada en la isla de Kunoy del archipiélago de las Islas Feroe. 

## Población
En 2007 había una población de 80 habitantes.

## Código Postal
El código es FO 780 

## Municipalidad
Kunoyar 

## Galería de imágenes

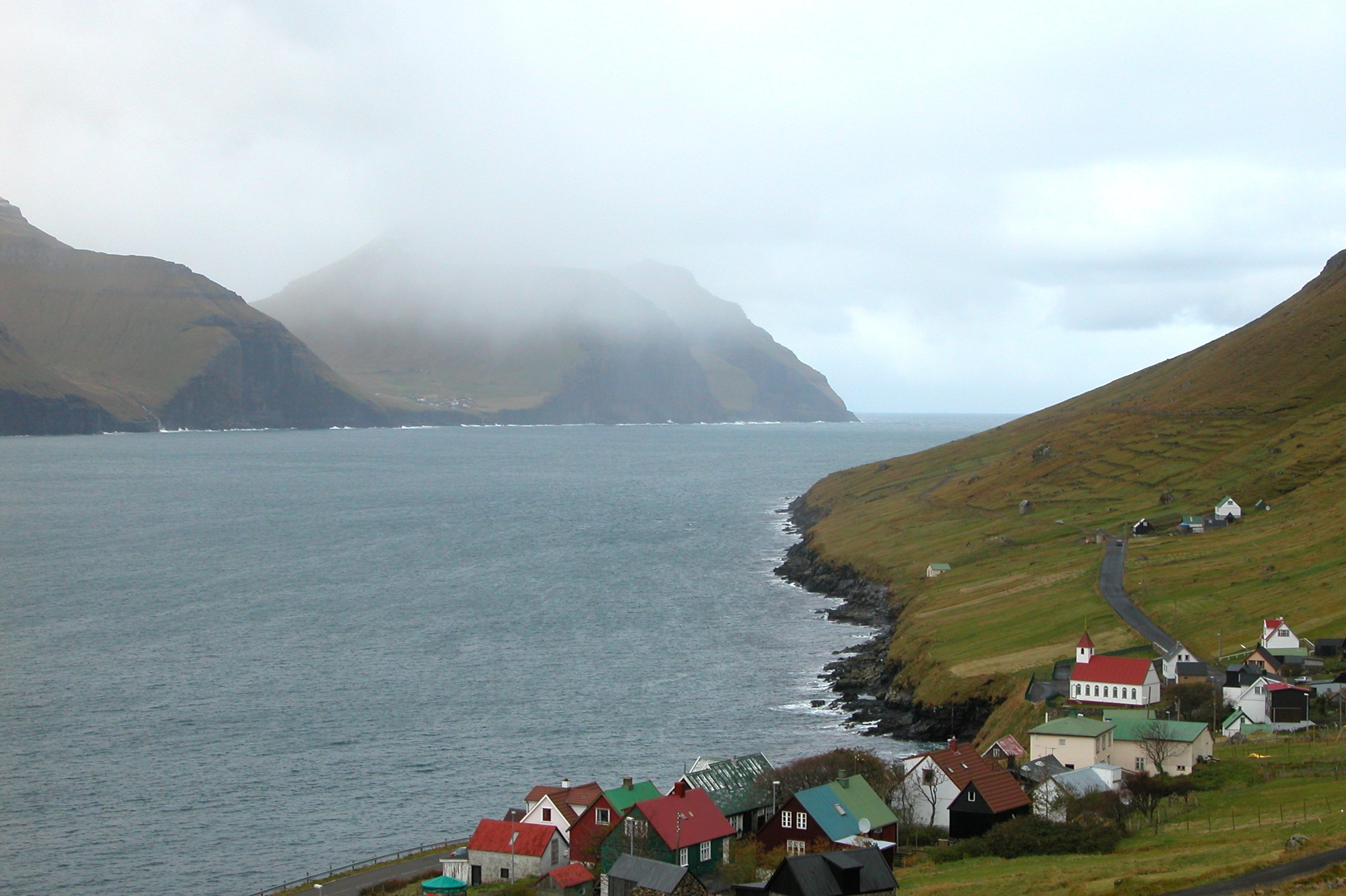
1
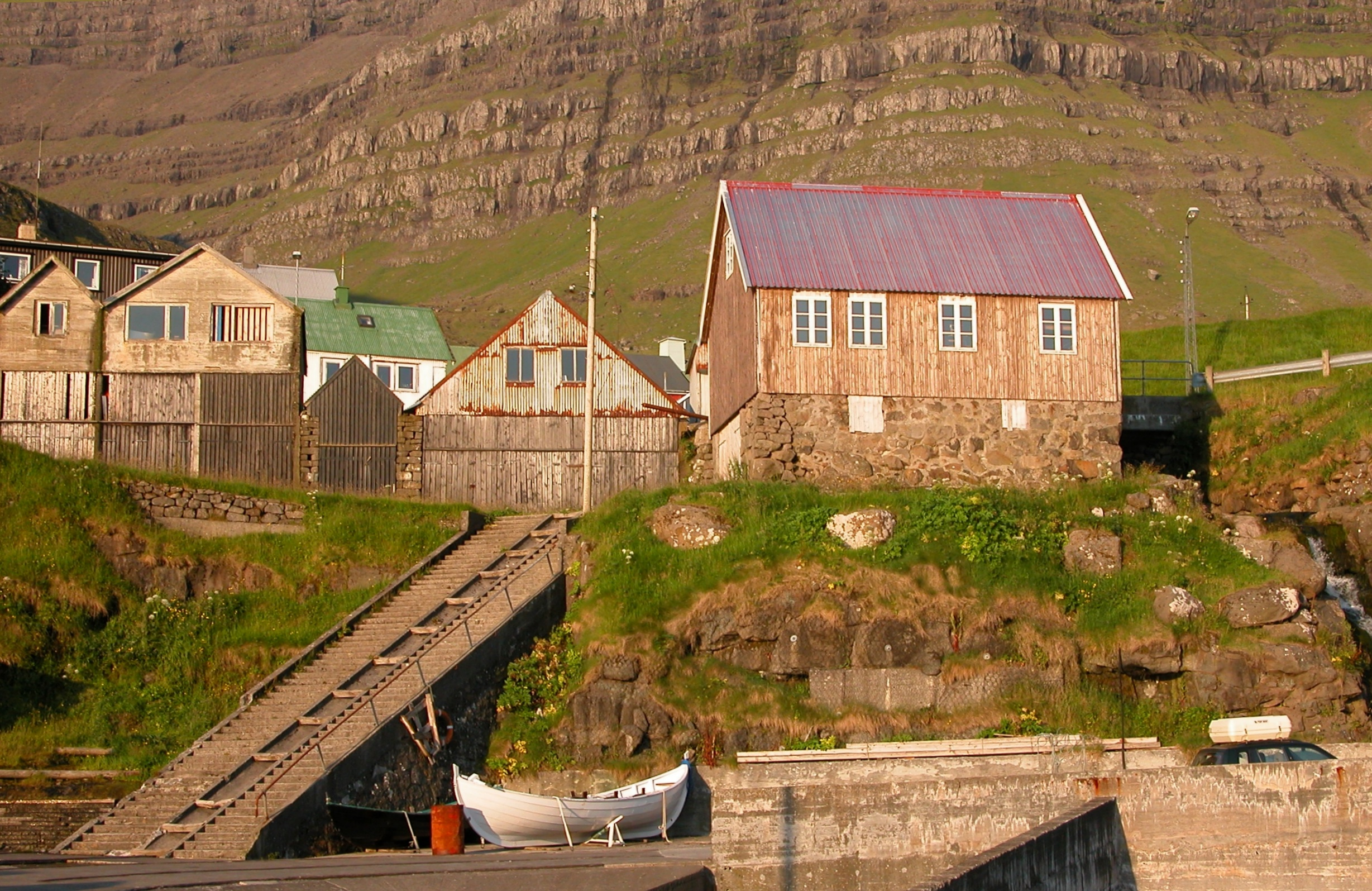
2

- Datos: Q1093548
- Multimedia: Kunoy (bygd) / Q1093548